# Orval (Cher)
 Orval  es una población y comuna francesa, situada en la región de  Centro, departamento de Cher, en el distrito de Saint-Amand-Montrond y cantón de Saint-Amand-Montrond.

## Demografía
| 1216 | 1436 | 1995 | 2055 | 2024 | 1997 |
| Para los censos de 1962 a 1999 la población legal corresponde a la población sin duplicidades (Fuente: INSEE [Consultar]) |      |      |      |      |      |